# Salve a ti, Nicaragua
Die nicaraguanische Nationalhymne Salve a ti, Nicaragua (Heil dir, Nicaragua) wurde 1918 von Luis Abraham Delgadillo komponiert. Ein neuer Text kam 1939 hinzu und stammt von Salomón Ibarra Mayorga. Offiziell als Nationalhymne bestätigt wurde das Lied am 20. Oktober 1939.
Die Melodie stammt von einem liturgischen Gesang des 17. Jahrhunderts ab, als Nicaragua noch spanische Kolonie war. Während der ersten Jahre nach der Unabhängigkeit wurde sie zu Ehren des obersten Gerichtshofs gespielt, da Nicaragua damals zur Zentralamerikanischen Konföderation gehörte.
Später wurde die Hymne zeitweise durch insgesamt drei verschiedene andere Hymnen ersetzt; 1918 wurde sie aber wieder eingeführt. Damals wurde ein Wettbewerb für einen neuen Text ausgeschrieben, wobei die Wörter „Frieden“ und „Arbeit“ enthalten sein mussten, da Nicaragua gerade einen Bürgerkrieg überstanden hatte. Deshalb ist die nicaraguanische Hymne die einzige Mittelamerikas, die nicht von Krieg, sondern ausschließlich vom Frieden handelt.

## Spanischer Text
¡Salve a ti, Nicaragua! En tu suelo

ya no ruge la voz del cañón

ni se tiñe con sangre de hermanos

tu glorioso pendón bicolor.

Brille hermosa la paz en tu cielo

nada empañe tu gloria inmortal

que el trabajo es tu digno laurel

y el honor es tu enseña triunfal.

## Deutsche Übersetzung
Heil dir, Nicaragua! Auf deinem Erdboden

donnert nicht länger die Stimme der Kanone

noch befleckt das Blut von Brüdern

dein glorreiches zweifarbiges Banner.

Herrlich glänze der Frieden an deinem Himmel

nichts trübe deinen unsterblichen Ruhm

die Arbeit ist dein würdiger Lorbeer

und die Ehre ist dein Siegeszeichen.